# Carney Chukwuemeka
Carney Chibueze Chukwuemeka (sinh ngày 20 tháng 10 năm 2003) là cầu thủ bóng đá người Anh đang thi đấu ở vị trí tiền vệ cho câu lạc bộ Borussia Dortmund tại Bundesliga theo hợp đồng cho mượn từ Chelsea. 
Anh là sản phẩm của học viện đào tạo trẻ Northampton Town và Aston Villa, có trận đấu đầu tiên tại Premier League cho Aston Villa vào tháng 5 năm 2021. Anh chuyển đến Chelsea trong kỳ chuyển nhượng hè 2022.
Chukwuemeka là thành viên đội tuyển U-19 Anh giành chức vô địch Giải vô địch bóng đá U-19 châu Âu 2022 và có tên trong đội hình tiêu biểu của giải đấu.

## Sự nghiệp câu lạc bộ

### Aston Villa
Chukwuemeka gia nhập học viện đào tạo bóng đá của Aston Villa sau khi rời học viện của Northampton Town vào tháng 3 năm 2016. Anh ký hợp đồng chuyên nghiệp đầu tiên cùng với Aston Villa vào tháng 7 năm 2020.
Chukwuemeka có trận đấu đầu tiên cho đội một Aston Villa vào ngày 19 tháng 5 năm 2021 trong trận thắng Tottenham Hotspur 2-1 tại Premier League, và khi vừa vào sân đã có cú sút trúng cột dọc.
Cuối tháng 7 năm 2022, Aston Villa đưa ra đề nghị gia hạn hợp đồng chỉ còn 12 tháng đối với Chukwuemeka nhưng anh đã từ chối. Chukwuemeka đã ra sân 15 trận cho đội một Aston Villa trước khi rời đội bóng này.

### Chelsea
Ngày 4 tháng 8 năm 2022, Chelsea thông báo đã chiêu mộ thành công Chukwuemeka theo bản hợp đồng có thời hạn 6 năm với phí chuyển nhượng ước tính 20 triệu £. Hơn hai tháng sau đó, ngày 8 tháng 10, anh có trận đấu đầu tiên cho Chelsea khi vào sân thay người ở những phút cuối trận thắng Wolverhampton 3-0 tại Premier League. Anh có 15 lần ra sân trong mùa giải đầu tiên tại Chelsea.
Chukwuemeka đá chính cả hai trận mở màn Premier League 2023-24 của Chelsea dưới thời huấn luyện viên Mauricio Pochettino. Trong trận đấu thứ hai ngày 20 tháng 8 năm 2023, Chukwuemeka có bàn thắng đầu tiên trong sự nghiệp thi đấu chuyên nghiệp trong trận đấu với West Ham United nhưng anh phải rời sân vì chấn thương và Chelsea thua chung cuộc 1-3. Chấn thương này khiến anh phải phẫu thuật đầu gối trái và và ngồi ngoài khoảng 6 tuần. Tuy nhiên cuối cùng Chukwuemeka chỉ trở lại thi đấu trong trận gặp Fulham ngày 13 tháng 1 năm 2024. Ngày 17 tháng 3 năm 2024, anh ghi bàn trong hiệp phụ giúp Chelsea đánh bại Leicester City 4-2 để lọt vào bán kết Cúp FA 2024-25.
Dưới thời tân huấn luyện viên Enzo Maresca, Chukwuemeka bị loại khỏi danh sách đội hình Chelsea tham dự Premier League 2024-25 và trong nửa đầu mùa giải 2024-25 anh chỉ ra sân tổng cộng 5 lần, trong đó 4 lần từ ghế dự bị.

#### Borussia Dortmund
Ngày 3 tháng 2 năm 2025, Chukwuemeka đã gia nhập câu lạc bộ Borussia Dortmund theo dạng cho mượn đến hết mùa giải từ Chelsea và hợp đồng mượn của Dortmund bao gồm tùy chọn mua.

## Sự nghiệp đội tuyển quốc gia
Chukwuemeka là thành viên đội tuyển U-19 Anh tham gia Giải vô địch bóng đá U-19 châu Âu 2022. Tại vòng bảng, anh ghi được 2 bàn vào lưới các đội U-19 Áo và U-19 Serbia. Ngày 1 tháng 7 năm 2022, anh ghi bàn trong trận chung kết mà U-19 Anh đánh bại U-19 Israel để đăng quang. Phong độ ấn tượng của anh tại giải đấu cũng giúp anh được UEFA chọn vào đội hình tiêu biểu của giải đấu.

## Cuộc sống cá nhân
Chukwuemeka sinh ra tại Áo và có cha mẹ là người Nigeria. Cha mẹ anh chuyển đến Northampton là nơi anh trưởng thành.